# Andrea Cassarà
Andrea Cassarà (Brescia, 1984. január 3. –) olimpiai, világ- és Európa-bajnok olasz tőrvívó.